# دیدیه دومی
دیدیه دومی (انگلیسی: Didier Domi؛ زادهٔ ۲ مهٔ ۱۹۷۸) بازیکن فوتبال اهل فرانسه است.
از باشگاه‌هایی که در آن بازی کرده‌است می‌توان به باشگاه فوتبال اسپانیول، باشگاه فوتبال لیدز یونایتد، باشگاه فوتبال المپیاکوس، باشگاه فوتبال پاری سن ژرمن، باشگاه فوتبال نیوکاسل یونایتد، و نیوانگلند رولوشن اشاره کرد.